# Tungusi

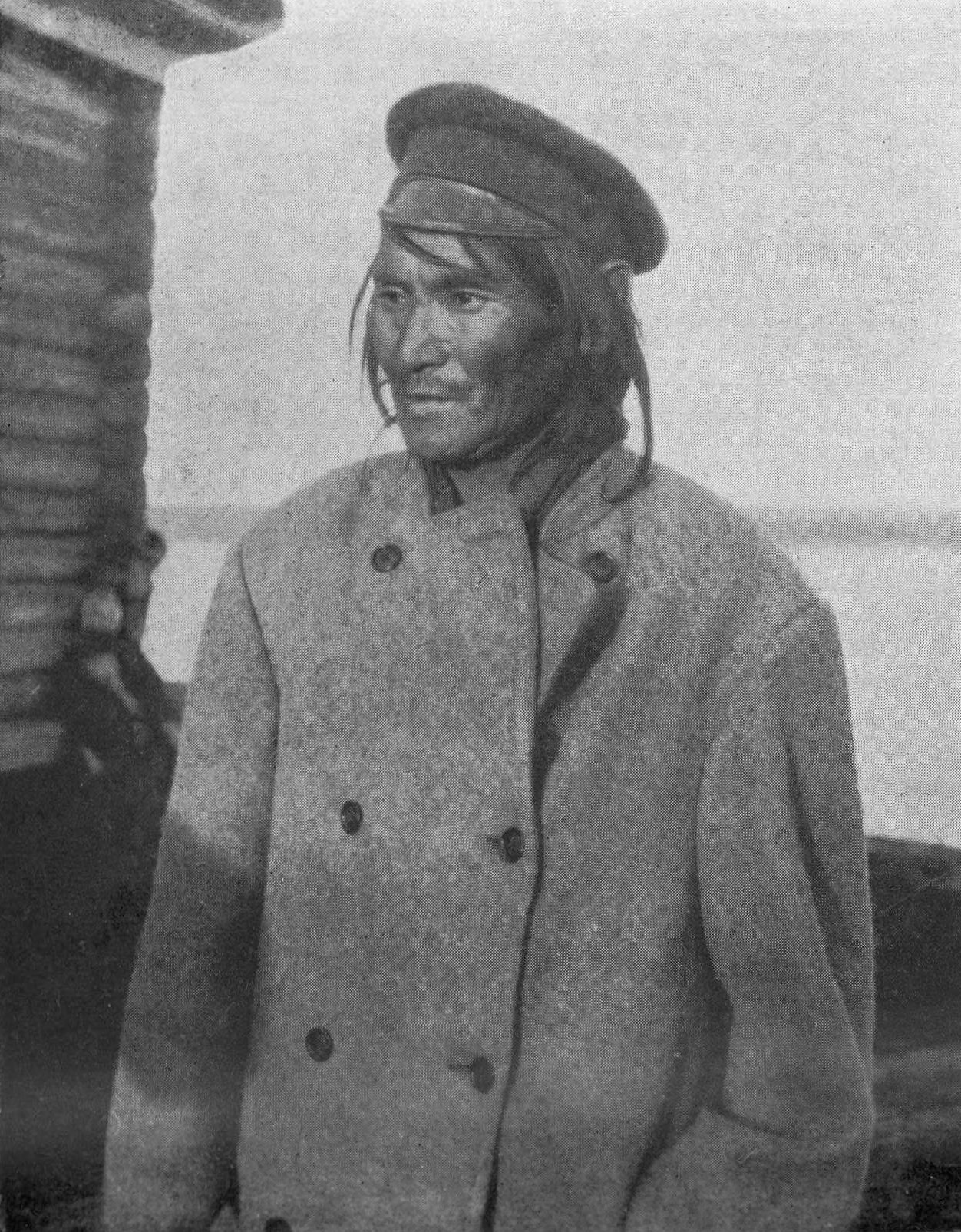
Uomo tunguso nel 1914 a Vorogovo, Siberia.

La denominazione di tungusi o manciù-tungusi copre un gruppo di popoli o etnie che parlano o parlavano originariamente lingue tunguse (un gruppo di lingue altaiche). In passato, la denominazione di tungusi è stata a volte limitata ai soli Evenchi.
I tungusi abitano nell'Asia nordorientale (Siberia, Mongolia e Cina settentrionale). Solo una minoranza di tungusi vive nella regione dei fiumi che prendono nome da loro (la Tunguska Inferiore, la Tunguska Pietrosa e la Tunguska Superiore, affluenti di destra dell'Enisej).
Si stima che le etnie manciù-tunguse comprendano oltre 10 milioni di persone, che vivono principalmente in Cina. L'etnia di gran lunga più consistente è l'etnia manciù, mentre le altre contano meno di 100 000 membri ciascuna.

## Popoli
I principali popoli attribuiti al gruppo dei tungusi sono:
- Evenchi
- Eveni o lamuti
- Hezhen o nanai o goldi o samagir
- Kitai o khatai o ch'i-tan o khitan
- Manciù (i cui antenati si chiamavano jurchen o jurchi)
- Xibe o sibe o sibo
- Negidal
- Oroci
- Oroki
- Oroqen
- Udege o udehe
- Ulci

Talvolta la delimitazione tra etnie affini non è unanimemente riconosciuta.

### Etnie riconosciute ufficialmente
In alcuni casi, le etnie tunguse godono di uno statuto speciale.
In Russia alcune etnie tunguse sono registrate tra le circa 160 riconosciute ufficialmente: evenchi, eveni, hezhen, ulci, udege, oroci, negidal e oroki.
In Cina, tra le 55 etnie minoritarie riconosciute, cinque sono attribuibili al gruppo dei tungusi:
- Manciù, evenchi, hezhen e oroqen in Manciuria e Mongolia Interna
- Xibe ai confini con il Kazakistan

Molti membri di queste etnie (soprattutto nel caso dei manciù) hanno assimilato usanze e lingua dell'etnia cinese maggioritaria (gli han).